# Diaethria antonia
Diaethria antonia är en fjärilsart som beskrevs av Charles Oberthür 1916. Diaethria antonia ingår i släktet Diaethria och familjen praktfjärilar. Inga underarter finns listade i Catalogue of Life.